# 民主主義的社会主義運動
民主主義的社会主義運動（みんしゅしゅぎてきしゃかいしゅぎうんどう、英語: Movement for Democratic Socialism、MDS）とは、旧ソ連派の流れをくむ、日本における構造改革派の新左翼党派の一つである。関連する共同戦線組織として、「平和と民主主義をめざす全国交歓会（全交）」が有る。

## 概要
民主主義的社会主義運動（MDS）の前身となった政治団体「現代政治研究会」（現政研）は、親ソ連派の「日本共産党（日本のこえ）」と共闘関係にあった学生運動組織「民主主義学生同盟」（民学同）の多数派である「民主主義の旗派」を基盤に作られた組織である。1991年のソビエト連邦の崩壊などを受け、現政研はその反省や総括の上に、自らの組織を一たび解散した上で、下において述べる新路線を新たに打ち出した。そして2000年（平成12年）の8月27日に民主主義的社会主義運動（MDS）を改めて立ち上げなおし、現在に至っている。
MDSはその規約において、「徹底した民主主義を組織原則と」するとうたい（前文）、「同盟員は、いかなる機関の決定であれ納得のいかない場合、反対意見を表明し、行動を留保する権利を持つ」と明記している（第５条２項）。共産党をはじめ多くの左翼系党派が、「少数は多数に従い、下部は上部に従う」・「決定されたことは、みんなでその実行にあたる」という鉄の規律・民主集中制を組織原則としている中で、新左翼党派においてこうした規定がはっきりと規約に定められているのは極めて珍しい事だと言える。
MDSは社会主義の本質を、生産手段の社会化による経済領域における民主主義の徹底であるとし、「民主主義的社会主義とは生産手段の真の意味での社会的所有を実現することである」と規定する。そのため、役員や経営方針などを従業員自らの討議や投票などによって民主的に決めていく労働者協同組合などの企業形態を、「生産手段の社会的所有」の一つの形であるとして重んじ、そうした 生産手段の「徹底した社会的所有の下で、商品価格、数量は中央計画ではなく、市場によって決定される」世の中を目指している。
MDSは、職場生産点において社会を実際に動かしている労働者自身が生産手段の持ち主となることは言うまでも無く、そこで働く労働者自身の意思決定が企業の運営において貫かれ、労働者自らが責任を持って職場を管理することこそが「生産手段の真の意味での社会的所有」であるとする。そして、「社会的所有の核心」は「労働者の意思決定が貫かれているか否か」であるとする現在の立場からは、ソ連などの旧東側諸国で採られた産業の国有化などについては、「統制的指令的経済制度の下……労働者が自主的に意思決定できるシステムではなかった」、「党官僚支配の国有企業は、……生産者たる労働者による意思決定がなされなかった」などと厳しく批判され、「崩壊した社会主義は、資本主義を否定したが、生産手段の真の意味での社会的所有を実現していなかった」と手厳しい見定めがなされている。
- 委員長：佐藤和義
- 機関紙誌：『週刊MDS新聞』、『民主主義的社会主義』（季刊）
- 活動拠点：MDS新聞社（大阪府）

### 綱領
MDSの現代の状況認識と目標は以下の通りである（趣旨）。
冷戦は帝国主義と表裏一体をなす資本主義と社会主義との対立構造であった。社会主義はソ連を発展させ、資本主義諸国にも労働運動による労働条件の向上や社会保障制度の充実などの影響を与えた。にもかかわらずソ連が崩壊してしまったのは、非民主的政治体制で政治が硬直化し、統制的指令的経済制度で労働者の勤労意欲が減退し、生産手段の真の意味での社会的所有が実現しなかったからだ。冷戦終結後の世界は、帝国主義の武力行使を背景にもつグローバル資本主義が台頭し、世界を席巻している。多国籍企業が世界中で跋扈しているため、労働階級や発展途上国が犠牲になり、貧困の拡大や環境破壊も進んでいる。グローバル資本主義は、多国籍独占資本の利益のために、民主主義的諸権利を解体し、人類を破滅に導く。
そこで徹底した民主主義によって、生産手段の真の意味での社会的所有を実現させる必要がある。これが「民主主義的社会主義」だ。民主主義的社会主義においては国有化＝社会主義ではなく、生産手段の所有するのは官僚ではなく労働者で、彼らが企業の運営をする。企業形態は国営・公営・協同組合などあらゆるものが考えられる。商品の数量・価格などは中央集権的な計画経済ではなく、教育・福祉・医療などを除いて市場によって決定される。
資本主義と帝国主義は表裏一体であるとの認識は、伝統的な左翼思想である。しかし、親ソ派の「日本のこえ」派と共闘していた民学同を源流としながらも、ソ連型社会主義体制を批判している点は、かなり新鮮である。またアントニオ・グラムシやユーロコミュニズムの影響を受けた「民主主義的社会主義」という考え方は、レーニン主義を採る中核派や革マル派といった新左翼党派とは一線を画している。また市場社会主義論は、古典的マルクス主義と断絶している。
親ソ連派の「日本のこえ」派と共闘していた民学同を源流としながらもソ連型社会主義体制を厳しく批判しているところが、MDS綱領の際立った特徴である。また、「社会的所有」の核心を「労働者の意思決定が貫かれているか否か」に置き、市場を認める「民主主義的社会主義」という考え方は、社会主義を「産業の国有化」とイコールととらえる既成の共産主義党派とは一線を画している。
なおMDSは、こうした民主主義的社会主義をグローバル資本主義との対決の中で実現するとしており、そのための手立てとして綱領の中で、
1. 議会多数派形成を通じた立法による多国籍独占資本の規制
2. 労働運動による職場からの資本への規制
3. 地域住民による自治体の民主的変革

の3つを挙げている。この点では、暴力革命を奉じる中核派や革マル派といった他の新左翼党派とは大きな違いが有る。

### 活動の実態と主張
現在、最も重点的に取り組まれているのは、「無防備地域宣言」条例の制定運動と、イラクの非イスラム民主化勢力とされる勢力（イラク自由会議など）への支援活動の二つである。「無防備地域宣言」条例制定運動では、各地の地元住民の市民団体（無防備地域宣言運動全国ネットワークなど）と連携して、直接請求のための署名運動に取り組んでいる。東京や大阪を中心とする十数の自治体では、既に署名が集まり直接請求を実現している（いずれも議会で否決）。
非イスラム民主化勢力支援活動では、全国各地でイラク市民の戦争被害を訴える各種イベントを開催、各地の「イラク市民レジスタンス連帯委員会」の結成支援などで、賛同・カンパを呼びかけている。2007年（平成19年）には同勢力の開設した衛星テレビ局に対し、多額の開設資金を提供。インターネットにより同テレビ番組の有料会員の拡大を図った。両活動ともに市民層への切り込みを狙っており、「市民層を中心に勢力を拡大しつつある」といわれている。
また、通信傍受法、国旗国歌法については国民を戦争に動員するための法律であるとし、憲法九条の改正については軍国主義の完全合法化を狙う改悪としている。
国際情勢に関してはイラクを中心とする中東関係（主に自衛隊派遣など日本が関連するもの）には機関紙上で多く言及しているが、その他の地域に関しては特に取上げてはない。

### 規約
MDS規約は前文で自己規定・目標が記され、「同盟員」「組織」「財政」「規約改正」の四章、全二十四条から成る。以下、順に内容（趣旨）を記す。
- 前文…MDSは民主主義的社会主義の実現をめざす政治同盟。組織原則は徹底した民主主義である。
- 第一章　同盟員…組織への加盟、同盟員の権利と義務、除籍について。
- 第二章　組織…大会－中央委員会・中央指導委員会－（地方委員会）－地区委員会－支部－（支部委員会・班）という縦割り型の組織からなる。各機関の役割や活動について。
- 第三章　財政…財政は同盟費、事業収入、寄付からなる。同盟費は前年所得税額の5%で最低3000円、最高15000円。夏・冬に「組織強化資金」と称する寄付を集める。
- 第四章　規約改正…大会出席代議員の3分の2以上の賛成で改正可。